# Stadhouderlijk stelsel
Met het stadhouderlijk stelsel wordt het patronagesysteem in de Republiek der Zeven Verenigde Nederlanden bedoeld, waarbij de stadhouder optrad als patroon en de regenten de rol vervulden van cliënten. Alles draaide binnen dit stelsel om de ambten die door het hof, in ruil voor publieke steun, aan de leden van ridderschappen en stadsregeringen werden gegeven. Lokale vertrouwelingen en handlangers namen binnen dit systeem een sleutelpositie in: namens de prins zorgden zij voor de verdeling van de ambten en de politieke controle ter plaatse. Vaak stonden de gegadigden voor een vrijgekomen positie al de dag na het overlijden op de stoep van de verantwoordelijke burgemeester. Een bezoek aan de stadhouder was ook bevorderlijk voor een aanstelling.
De macht van de stadhouder was gebaseerd op de hem in de regeringsreglementen toegekende bevoegdheden inzake de ambtenbegeving; zijn vertrouwelingen of afhangelingen traden ter plaatse op bij het verdelen van de ambten en gunsten als tussenpersonen. Daarbij werd een systeem gevolgd van dienst en wederdienst, van straf en beloning.